# 證據

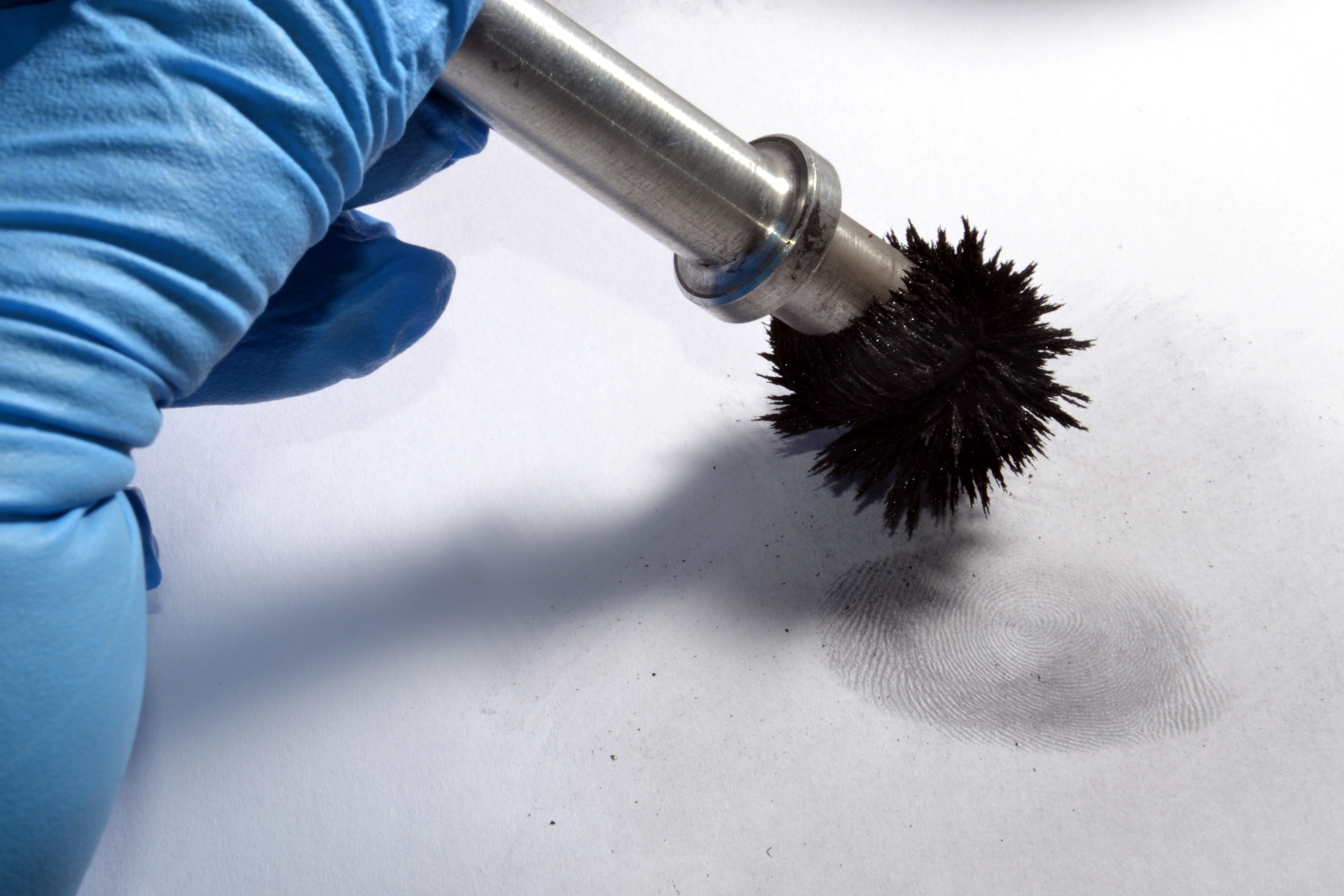
指紋是常见的證據

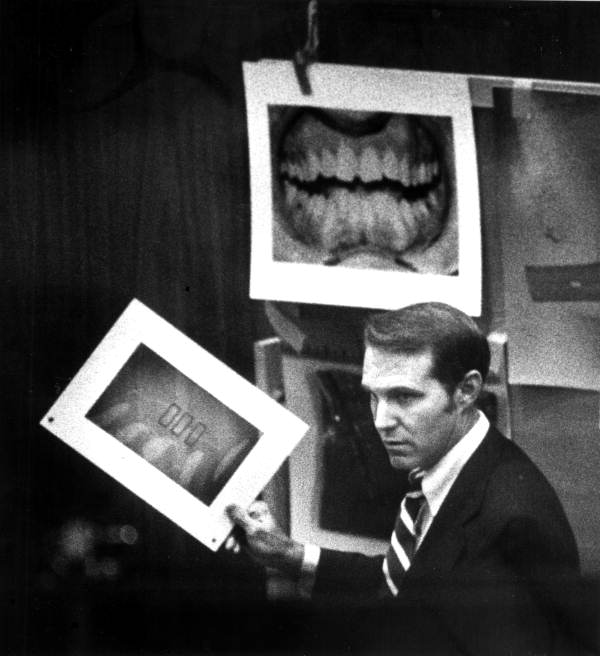
法庭上出示的牙科证据

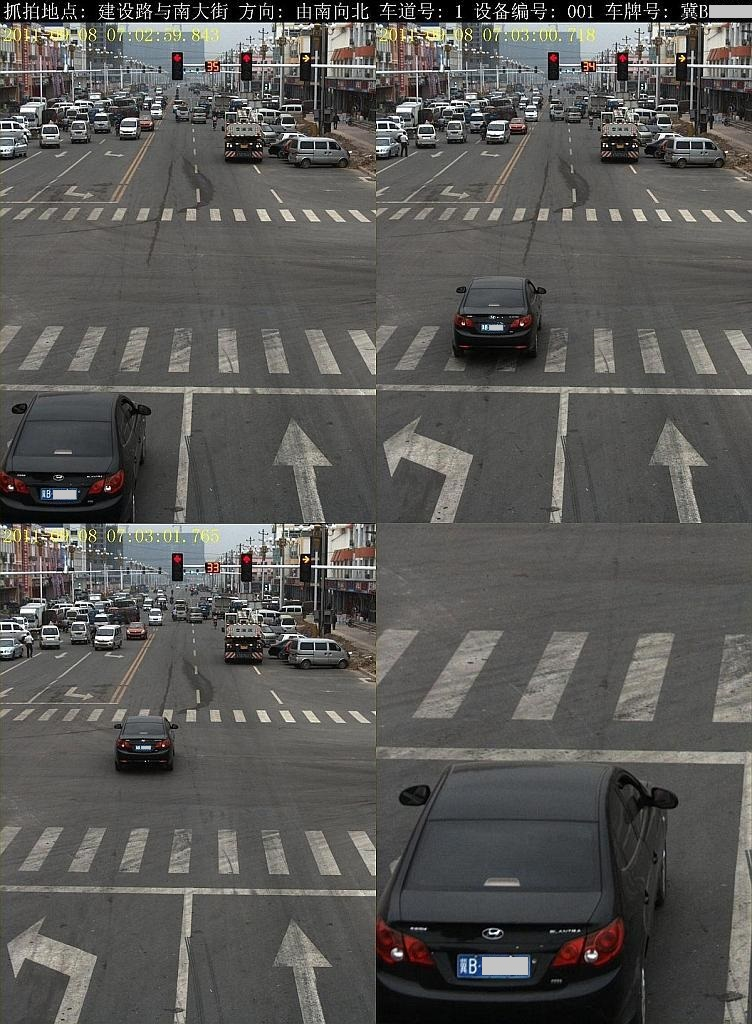
电子警察拍摄的交通违法照片
监控摄像机拍摄的内容日益成为重要的证据

證據（英語：evidence）是法院用以作為审判依據，確定訴訟当事人之主張為真實的證明。

## 特徵
警察辦案或是法院審理案子，一定要證據確鑿才能破案或將嫌犯判刑。證據之重要，可從華府著名華裔律師陶龍生（蔣介石文膽陶希聖之子）年初出的一本法理小說見之，這本書的名稱即是《證據（The Evidence）》。

### 客观性
有两层含义，一为“在意识之外，不依赖主观意识而存在”；二为“按事实的本来面目考察，不加个人偏见”。
客观并不代表真实，客观偏重于实物证据的属性，而真实偏重于言词证据的属性。
客观并不代表其排斥主观，典型的就是言词证据，言词证据强调的是主客观的结合。

## 證據層次
證據含有兩個層次的意義，即證據能力與證明力。證據能力指的是「能否作為證據」的資格，屬於有或無的是非問題；證明力（或稱證據力）則是指證據與待證事實間的關聯，藉以判斷是否足以支撐訴訟當事人的某項主張，屬於高或低的程度問題。

### 證據能力
關於證據能力的判斷，英美法體系發展出「證據排除法則」、「自白法則」以及美國法上的「傳聞法則」，作為判斷證據是否具有證據能力的標準；德國法上則有「證據使用禁止」的規範，來斷定是否得做為證據使用。

### 證明力
證明力的判斷，靠得是法官的自由心證，以在不違反論理法則與經驗法則的情況下，憑證據與待證事實之間的關聯性強弱，斷定當事人的主張是否足以採信。

## 舉證責任
一般而言，無論是民事訴訟或刑事訴訟，當事人對於有利自己之的主張，皆負有提出證明其為真實的義務。而其所欲證明為真之事實，則稱為「待證事實」。
但在刑事訴訟程序中，基於無罪推定原則，檢察官對於被告之犯罪事實負有實質舉證責任，而被告毋庸證明自己無罪。
責任倒置
舉證責任倒置是指原本應由有利之一方訴訟當事人負舉證之責，在某些特殊的情況下，法律例外將舉證責任轉嫁給另一方當事人，要求對造證明該主張不為真實。例如，部分國家的財產來源不明罪，檢察官只需提出被告的財產變動狀況，而被告則負有證明該財產非屬不法取得之責任。

## 種類
- 人證：被告、證人。

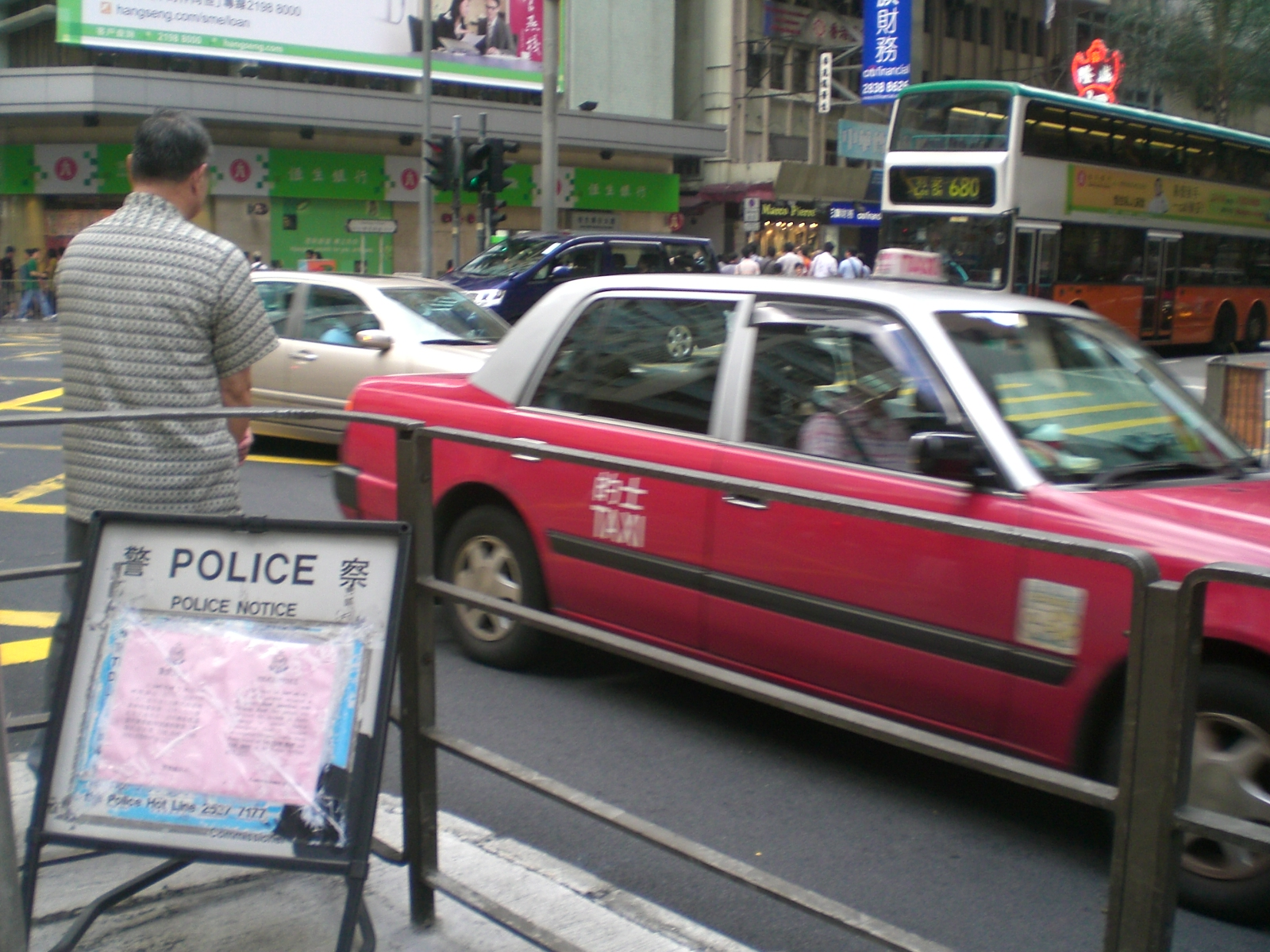
交通意外之後的警方告示，尋找事發時的目擊證人

- 物證：包括文書證據、實物、影音證據、鑑定報告或是派生證據[2]。

另外在英美法上還有一種區分證據的方式，是以證據是否屬於人的知識經驗作為證據內容而為判斷；如果是的話稱作「供述證據」，反之則稱為「非供述證據」，其區分實益在於證據能力的判斷。

## 外部連結
- （繁體中文）什麼是刑事訴訟的「新證據」?（页面存档备份，存于）
- U.S. Federal Rules of Evidence Online （页面存档备份，存于）